# Sōji Yamamoto
Sōji Yamamoto (jap. 山本 草二, Yamamoto Sōji; * 25. Februar 1928 in der Präfektur Nagano; † 19. September 2013) war ein japanischer Jurist und von 1996 bis 2005 Richter am Internationalen Seegerichtshof.

## Leben
Yamamoto studierte an der Universität Tokio, wo er 1953 seinen Abschluss in Rechtswissenschaften erwarb. Von 1955 bis 1961 war er Wissenschaftlicher Mitarbeiter an der Universität Kumamoto und von 1961 bis 1967 Professor für Völkerrecht an der International Christian University (ICU) in Tokio. 1969 promovierte Yamamoto zum Doktor der Rechte. Es folgten Tätigkeiten als Professor an der Universität Tōhoku und der Sophia-Universität.
Zudem war er von 1973 bis 1982 als Regierungsbeamter für das japanische Ministerium für Post und Telekommunikation tätig und gehörte seit 1976 der Japanese Society of International Law an, deren Präsident er von 1988 bis 1991 war. Seit 2000 war er zudem Mitglied des Ständigen Schiedshofs in Den Haag.

## Publikationen (Auswahl)
- Die Geschichte des Seerechts und ihre Entwicklung: Festschrift anlässlich des 60. Geburtstages von Prof. Oda Shigeru. Yuhikaku Verlag, Tokio 1986, ISBN 4-641-04573-9 (japanisch).
- Internationales Recht und innerstaatliches Recht : der Beginn des zwischenstaatlichen Nutzens : Festschrift anlässlich des 60. Geburtstages von Prof. Yamamoto Soji. Keiso-shobo Verlag, Tokio 1991, ISBN 4-326-40146-X (japanisch).
- Internationales Seerecht. Sanseidō Verlag, Tokio 1997, ISBN 4-385-31340-7 (japanisch).